# Décès en 1902
Décès
- 1898
- 1899
- 1900
- 1901
- 1902
- 1903
- 1904
- 1905
- 1906

Cette page dresse une liste de personnalités mortes au cours de l'année 1902.
Pour une information complémentaire, voir la page d'aide.
La liste des décès est présentée dans l'ordre chronologique.
La liste des personnes référencées dans Wikipédia est disponible dans la page de la Catégorie:Décès en 1902

## Janvier
- 25 janvier : Germain Détanger, peintre français (° 27 juillet 1846).
- 28 janvier : 28 janvier : Carlo Gastini, relieur, enseignant, acteur et poète (° 23 janvier 1833).

## Février
- 1er février : Salomon Jadassohn, pianiste et compositeur allemand (° 13 août 1831).
- 7 février :
  - Thomas Sidney Cooper, peintre britannique (° 26 septembre 1803).
  - Jules Guillery, avocat et homme politique belge (° 14 mars 1824).
- 12 février : Frederick Temple Hamilton-Temple-Blackwood, gouverneur du Canada (° 21 juin 1826).
- 16 février : Luigi Capello, peintre italien (° 2 janvier 1843).
- 18 février :
  - Albert Bierstadt, peintre américain d'origine allemande (° 7 janvier 1830).
  - Marcellin Desboutin, peintre, graveur et écrivain français (° 26 août 1823).

## Mars
- 3 mars : Henri Gourgouillon, sculpteur français (° 16 janvier 1858).
- 8 mars : Paul Flandrin, peintre français (° 28 mai 1811).
- 15 mars : Custódio de Melo, militaire et homme politique brésilien (° 9 juin 1840).
- 22 mars : Vincenzo Cabianca, peintre italien (° 20 juin 1827).
- 23 mars : Halldór Kristján Friðriksson, professeur et homme politique islandais (° 19 novembre 1819).
- 24 mars : Achille Talarico, peintre italien de l'école napolitaine (° 22 janvier 1837).
- 26 mars: Cecil Rhodes, politicien britannique et sud-africain (° 5 juillet 1853).

## Avril
- 3 avril : Jean-Louis Dubut de Laforest, écrivain français (° 24 juillet 1853).
- 12 avril : Alfred Cornu, physicien français, académicien (° 6 mars 1841).
- 16 avril : Hubert Bellis, artiste peintre, peintre et décorateur belge (° 6 janvier 1831).
- 28 avril : Henri Filhol, français, académicien (° 13 mai 1843).
- 30 avril : Xavier de Montépin, écrivain français (° 10 mars 1823).

## Mai
- 7 mai : Guido Boggiani, peintre, dessinateur, photographe et ethnologue italien (° 25 septembre 1861).
- 8 mai : Paul Merwart, peintre franco-polonais (° 25 mars 1855).
- 10 mai : George Monro Grant, pasteur presbytérien, écrivain et militant politique canadien (° 22 décembre 1835).
- 11 mai : Georges Marietti, compositeur français (° 9 avril 1852).
- 12 mai :
  - François Henri Nazon, peintre de genre et de paysages français (° 23 décembre 1821).
  - Augusto Severo de Albuquerque Maranhão, homme politique, journaliste et aérostier brésilien (° 14 janvier 1864).
- 19 mai : Laurent Jacquot-Defrance, peintre français (° 22 avril 1874).
- 21 mai : Paul Lazerges, peintre français (° 10 janvier 1845).
- 25 mai : Ignace Hoff, héros du siège de Paris (° 20 juillet 1836).
- 28 mai : Ernest Michel, peintre français (° 30 juillet 1833).
- 29 mai : Mikhaïl Klodt, peintre russe (° 11 janvier 1833).

## Juin
- 11 juin : Ali III Bey, bey de Tunis (° 14 août 1817).
- 17 juin : Karl Piutti, compositeur, organiste virtuose, professeur et critique musical allemand (° 30 avril 1845).
- 19 juin : Alphonse Combe-Velluet, peintre français (° 13 décembre 1843).
- 20 juin :
  - Kaspar Joseph Brambach, musicien et compositeur allemand (° 14 juillet 1833).
  - Léon Duvauchel, écrivain régionaliste français (° 19 avril 1848).
- 28 juin : Suzanne Estelle Apoil, peintre décoratrice française de la Manufacture nationale de Sèvres (° 19 octobre 1825).

## Juillet
- 6 juillet : Maria Goretti, sainte italienne (° 16 octobre 1890).
- 13 juillet : Benjamin Bilse, maître de chapelle, directeur musical et compositeur allemand (° 17 août 1816).
- 14 juillet : Hervé Faye, astronome français, académicien (° 1er octobre 1814).
- 23 juillet : Charles Tardieu de Saint Aubanet, agent de renseignements français (° 18 janvier 1827).
- 28 juillet : Jean-Georges Vibert, peintre de genre et dramaturge français (° 30 septembre 1840).

## Août
- 2 août : Tomás O'Ryan, militaire et homme politique espagnol, ministre de la Guerre (° 30 mars 1821).
- 3 août : 
  - Marie Ferdinand Jacomin, peintre paysagiste français (° 6 avril 1844).
  - August Klughardt, musicien et compositeur allemand (° 30 novembre 1847).
- 7 août :
  - Rudolf von Bennigsen, homme politique allemand (° 10 juillet 1824).
  - Eugène Cottin, peintre et caricaturiste français (° 2 octobre 1841).
- 8 août : James Tissot, peintre et graveur français (° 15 octobre 1836).
- 11 août : Félix Despagnet, ophtalmologue français (° 8 juin 1854).
- 24 août : Adam Fabricius, prêtre et historien danois (° 18 juillet 1822).

## Septembre
- 1 septembre : Georges Henri Guittet, sculpteur français (° 13 mars 1871).
- 5 septembre : Rudolf Virchow, médecin pathologiste et homme politique allemand (° 13 octobre 1821).
- 7 septembre : Vincenzo Acquaviva, peintre italien (° 5 août 1832).
- 9 septembre : Paul Liot, peintre français (° 17 avril 1855).
- 11 septembre : Émile Bernard, organiste et compositeur français (° 28 novembre 1843).
- 16 septembre : Alexander Willem Michiel Van Hasselt, médecin et naturaliste hollandais (° 9 août 1814).
- 19 septembre
  - Masaoka Shiki, poète japonais (° 17 septembre 1867).
  - Marie-Henriette de Habsbourg-Lorraine, deuxième reine des Belges (° 23 août 1836).
- 22 septembre : Alexis Damour, minéralogiste français (° 1808).
- 29 septembre : Émile Zola, écrivain français (° 2 avril 1840).

## Octobre
- 7 octobre : Julie Wilhelmine Hagen-Schwarz, peintre germano-balte (° 27 octobre 1824).
- 22 octobre : Charles Pilard, homme de lettres et musicien français (° 23 mars 1843).
- 26 octobre : Elisabeth Cady Stanton, militante féministe américaine (° 12 novembre 1815).

## Novembre
- 5 novembre : Louis Hector Pron, peintre français (° 29 décembre 1817).
- 23 novembre : Alfred Cluysenaar, peintre belge (° 24 septembre 1837).
- 26 novembre : Arseni Mechtcherski, peintre paysagiste russe (° 1834).

## Décembre
- 7 décembre : Pierre-Paul Dehérain, économiste français, académicien (° 19 avril 1830).
- 8 décembre : Paul Hautefeuille, minéralogiste français, académicien (° 2 décembre 1836).
- 11 décembre : Matthias Hohner, fabricant allemand d'instruments de musique.
- 17 décembre : 
  - Cyrille Besset, peintre français (° 4 mars 1861).
  - Constantin Henszel, médecin polonais (° 4 mars 1842).
  - Martín Tovar y Tovar, peintre vénézuélien (° 10 février 1827).

## Date précise inconnue
- - Thano Kanacaris, homme politique grec (° 1830).
  - Kitahimbwa, roi omukama de Bunyoro aujourd'hui Ouganda (° 1869).
  - Nikola Krstić, historien et avocat serbe (° 1829).
  - José María Obregón, peintre portraitiste mexicain (° 1832).
  - Silvestro Valeri, peintre italien (° 31 décembre 1814).
  - Ali Khan Vali, homme d'État iranien (° 1845).